# Konstantin Pobiedonoscew
Konstantin Pietrowicz Pobiedonoscew, ros. Константин Петрович Победоносцев (ur. 18 listopada?/30 listopada 1827 w Moskwie, zm. 25 lutego?/10 marca 1907 w Petersburgu) – rosyjski prawnik i polityk, oberprokurator Świątobliwego Synodu Rządzącego w latach 1880–1905, jeden z najwybitniejszych ideologów rosyjskiego konserwatyzmu.

## Życiorys
W latach 1860–1865 kierował katedrą prawa cywilnego na Uniwersytecie Moskiewskim. Wykładał prawo wielkim książętom Mikołajowi Aleksandrowiczowi, Aleksandrowi Aleksandrowiczowi (późniejszemu carowi Aleksandrowi III), Włodzimierzowi Aleksandrowiczowi. Był wychowawcą przyszłego cara Mikołaja II. W 1868 został senatorem, w 1872 wszedł do Rady Państwa.
W czasie panowania Aleksandra III obok Michaiła Katkowa i Dmitrija Tołstoja wywierał decydujący wpływ na politykę cara, jak również na jego osobisty światopogląd. Utwierdzał następcę tronu, a następnie cara Aleksandra III w przekonaniu, że prowadzona przez jego ojca polityka reform była błędna i musi zostać zarzucona. Bezpośrednio po objęciu przez niego tronu Pobiedonoscew zdołał doprowadzić do przeforsowania przez cara (wbrew opiniom większości ministrów) nowego, skrajnie konserwatywnego kursu politycznego. Pobiedonoscew był również autorem manifestu, w którym Aleksander III 29 kwietnia 1883 wyłożył podstawowe założenia swoich przyszłych rządów. Pisał w nim:

głos boży nakazuje nam stanąć zdecydowanie u steru rządów z ufnością w Opatrzność boską, z wiarą w siłę i prawdę władzy absolutnej, którą jesteśmy powołani utwierdzać i dla dobra ludu chronić od wszelkich na nią zakusów

W 1880 mianowany oberprokuratorem Świątobliwego Synodu Rządzącego, piastował to stanowisko do 1905. Jako oberprokurator konsekwentnie przenosił hierarchów prawosławnych z katedry na katedrę, nie chcąc dopuścić do powstawania trwałych powiązań między nimi a lokalnymi elitami i zachować pełną kontrolę nad Cerkwią.
Zwolennik samowładztwa i władzy teokratycznej, krytykował ideę wolności słowa i opowiadał się za stopniowym dążeniem do unifikacji społeczeństwa Imperium Rosyjskiego wokół rosyjskiej kultury opartej na prawosławiu. Był zwolennikiem oddania oświaty na poziomie podstawowym w ręce Rosyjskiego Kościoła Prawosławnego oraz utworzenia szkół średnich umożliwiających ludziom z niższych stanów uzyskanie wykształcenia praktycznego. Zapoznawanie się z ideami zachodnimi uważał za dopuszczalne jedynie w celach poznawczych, dla wąskiego kręgu elit. Konsekwentnie wspierał budowę państwa opartego na biurokracji, pracy i porządku, podkreślał, że wiara w dobroć natury ludzkiej doprowadzi je do upadku. Zainspirował również reformę sądownictwa rosyjskiego, w ramach której na przestrzeni lat 1885-1889 stworzono możliwość usuwania i przenoszenia sędziów, ograniczono liczbę rozpraw jawnych i przestępstw sądzonych z udziałem ławy przysięgłych. Jak pisze Heller:

Konstantin Pobiedonoscew ostro i błyskotliwie krytykował sąd przysięgłych, wyszydzał ich brak kwalifikacji i ignorancję, cynizm adwokatów, demagogię prokuratorów, potępiał bezkarność niektórych przestępstw. Domagał się likwidacji sądu bezstanowego, niezależnego od administracji, jawnego, gwarantującego prawo do obrony. Nie wszystko udało mu się osiągnąć. Efektem był gwałtowny wzrost ilości represji pozasądowych

Inicjatywy Pobiedonoscewa w zakresie reform sądownictwa za każdym razem zyskiwały poparcie cara, chociaż wiele z nich spotykało się z oporem nawet wśród członków Rady Państwa.
Pobiedonoscew konsekwentnie sprzeciwiał się wprowadzeniu w Rosji konstytucji i jakichkolwiek form demokratycznego rządzenia, przekonując, że ich pojawienie się na gruncie rosyjskim skończyłoby się rewolucją. Zdaniem Billingtona projekty polityczne Pobiedonoscewa wykraczały poza zwykłe plany kontrreform, gdyż jego ostatecznym celem była odnowa społeczeństwa rosyjskiego w duchu chrześcijańskim.
Pobiedonoscew w znaczący sposób wpływał również na politykę następcy Aleksandra III, jego syna Mikołaja II. Zasugerował m.in. powierzenie stanowiska ministra spraw wewnętrznych Dmitrijowi Sipiaginowi (jako drugiego kandydata podawał Wiaczesława Plehwe), podkreślając konieczność utrzymania skrajnie konserwatywnego kursu w polityce państwa.